# 和尚 (义王)
和尚（Qošang，?—?），元朝宗室，元世祖曾孙。祖镇南王脱欢，父威顺王宽彻普化。
和尚被封为义王，侍从元顺帝左右，很被宠信。至正二十四年（1364年）孛罗帖木儿为中书右丞相。掌管国家政权，肆意淫虐。和尚曾受顺帝密旨，与徐士本、上都马、金那海、帖古思不花等人密谋刺杀孛罗帖木儿，交结勇士伯颜达儿等。次年，利用孛罗帖木儿上奏之机，在延春阁刺杀成功。至正二十八年（1368年）元顺帝北逃，诏和尚辅佐淮王帖木儿不花监国守京城。明军破城前逃亡而走，不知所终。

## 延伸阅读
[在维基数据编辑]
 《新元史/卷114》，出自柯劭忞《新元史》